# Jarmo Korhonen (politiker)

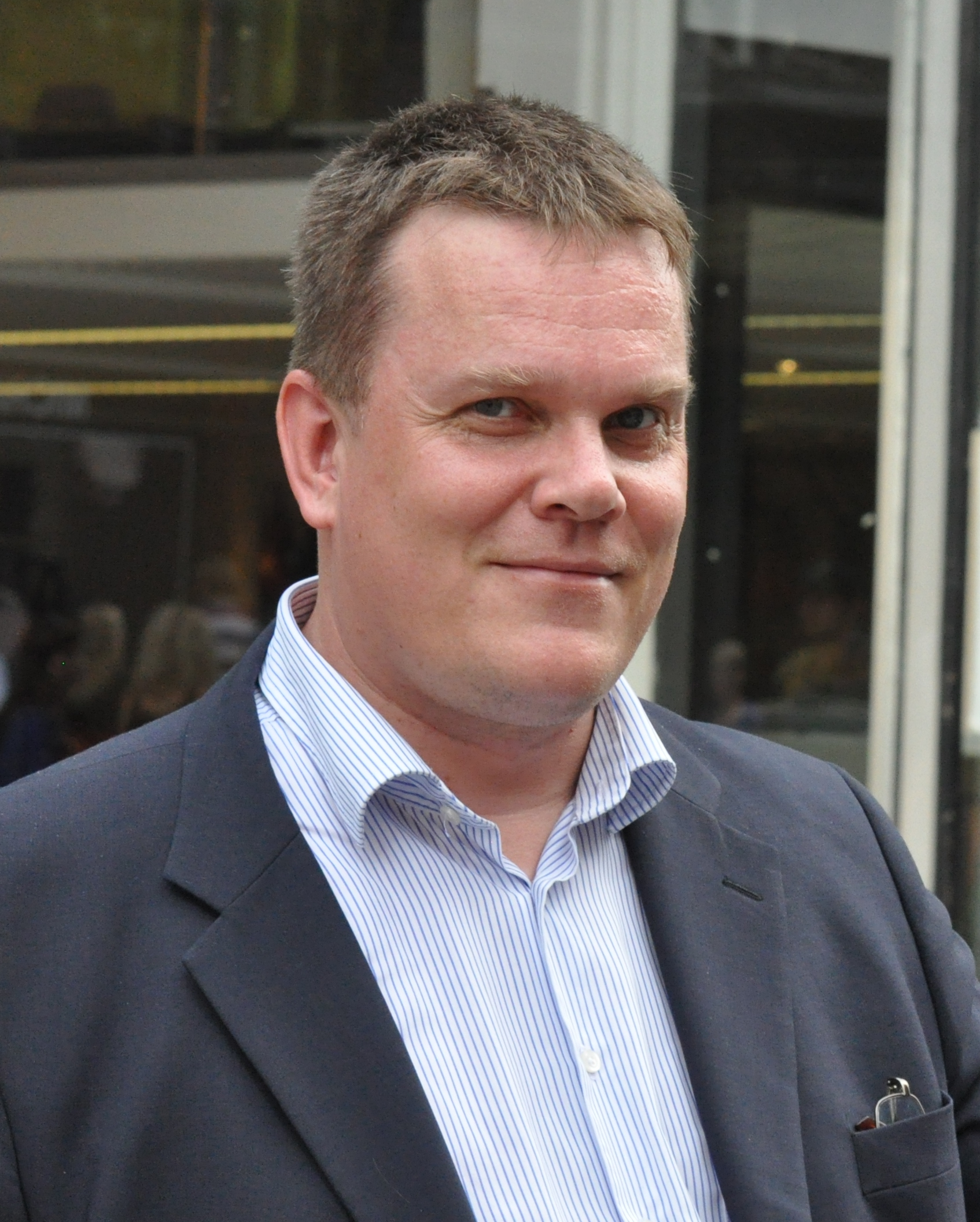
Jarmo Korhonen 2011.

Jarmo Korhonen, född 19 juli 1965 i Joensuu, är en finländsk politiker. Han var partisekreterare för Centern i Finland 2006–2010.
Korhonen kandiderade i riksdagsvalet i Finland 2011 och fick 4 401 röster i Vasa valkrets men lyckades inte bli invald.